# Procatopus similis
Procatopus similis är en fiskart som beskrevs av Ahl 1927. Procatopus similis ingår i släktet Procatopus och familjen Poeciliidae. IUCN kategoriserar arten globalt som livskraftig. Inga underarter finns listade i Catalogue of Life.